# 民主党ワイン産業振興議員連盟
民主党ワイン産業振興議員連盟（みんしゅとうワインさんぎょうしんこうぎいんれんめい）は、2010年11月に旧・民主党の国会議員により、日本ワインの輸出促進と世界のワインの輸入促進により日本のワイン産業界を振興する目的で設立された議員連盟。

## 活動
2010年11月18日に設立総会が開催され、輿石東会長（2018年より立憲民主党山梨県連合最高顧問）により、「世界に誇れるワインを、全国、世界に発信していきたい」と日本ワインの発展に力強く協力していくことを表明。
2010年12月9日、憲政記念館にて民主党ワイン産業振興議員連盟の第1回ワイン会『日本のワインを楽しむ会』を開催。日本全国から多数のワイナリーが参加し、旧・民主党議員の他、各国駐日大使やマスコミ関係者、ワイン関連の著名人が多数集まる。

## 所属していた議員
- 羽田孜（名誉顧問・2012年に引退・2017年8月28日死去）
- 鳩山由紀夫（名誉顧問・2012年に引退）
- 藤井裕久（名誉顧問・2012年に引退・2022年7月10日死去）
- 輿石東（会長・2016年に引退）
- 小沢鋭仁（会長代行・民主党→日本維新の会→維新の党→無所属→改革結集の会→おおさか維新の会→日本維新の会→希望の党・2017年、東京25区から希望の党公認で出馬したが落選）
- 松野頼久（副会長・2012年に除名・2017年、熊本1区から希望の党公認で出馬したが、木原稔に敗れ比例復活もできず落選）
- 高橋千秋（副会長・2013年、三重県選挙区で吉川有美に敗れ、落選）
- 細野豪志（副会長・2019年7月2日、長島昭久と共に自由民主党の衆議院会派「自由民主党・無所属の会」に入会）
- 舟山康江（副会長・民主党→みどりの風→旧国民民主党参議院国会対策委員長→国民民主党）
- 樽床伸二（幹事長・民主党→民進党→無所属→希望の党→無所属・2019年に議員辞職）
- 西村智奈美（副幹事長・民主党→民進党→立憲民主党）
- 佐々木隆博（副幹事長・民主党→民進党→立憲民主党・2021年に引退）
- 森本哲生（副幹事長・2012年、三重4区で田村憲久に敗れ、落選）
- 後藤斎（副幹事長・民主党→無所属→日本維新の会→国民民主党）
- 北神圭朗（副幹事長・民主党→民進党→希望の党→無所属）
- 羽田雄一郎（事務局長・民主党→民進党→国民民主党→立憲民主党・2020年12月27日死去）
- 坂口岳洋（事務局次長・2012年に落選）
- 勝又恒一郎（事務局次長・2012年に落選）
- 早川久美子（事務局次長・2012年に落選）
- 米長晴信（事務局次長・2013年に落選）
- 風間直樹（幹事・民主党→民進党→立憲民主党・2019年に引退）
- 本村賢太郎（幹事・民主党→民進党→希望の党→無所属・2019年に議員辞職）
- 加藤学（幹事・2012年、長野5区で宮下一郎に敗れ、落選）
- 吉田統彦（幹事・民主党→民進党→立憲民主党・2024年に落選）
- 高橋英行（幹事・2012年に落選）